# Calceolaria variifolia
Calceolaria variifolia är en toffelblomsväxtart som beskrevs av Edwin. Calceolaria variifolia ingår i släktet toffelblommor, och familjen toffelblomsväxter. Inga underarter finns listade i Catalogue of Life.